# Сичик-горобець (рід)
Си́чик-горобе́ць (Glaucidium) — рід совоподібних птахів родини совових (Strigidae).

## Загальна характеристика
До нього належать найменші представники ряду з загальною довжиною від 12 до 25 см. Найдрібніші сичики-горобці мешкають у західній півкулі; у східній півкулі зустрічаються види з більшими розмірами. У сичиків-горобців маленька заокруглена голова з невеликими очима, круто загнутим коротким дзьобом. Крила короткі та заокруглені, хвіст відносно довгий, становить близько 2/3 довжини крила. Цівка вкрита пір'ям, пальці у більшості видів вкриті щетинкоподібними пір'їнами. Відносний розмір лап дуже великий, що пов'язано з тим, що ці птахи — дуже активні хижаки, нападають на здобич розміром з них самих. Багато видів диморфні та зустрічаються у сірувато-бурій та рудуватій варіаціях. Ведуть нічний, присмерковий та навіть денний спосіб життя. Живляться сичики-горобці ссавцями, дрібними птахами, ящірками, комахами. Гнізд не будують, відкладають яйця — частіше за все 3-4 — в природних та штучних дуплах.
Осілі, але ті, які гніздяться у горах, здійснюють у поза гніздовий період кочівлі.
Більшість видів поширені у жарких країнах, небагато — у помірному кліматі.
Найбільш північний вид, який також зустрічається в Україні — сичик-горобець (Glaucidium passerinum).

## Види
Виділяють 29 видів:
- Сичик-горобець євразійський (Glaucidium passerinum)
- Сичик-горобець савановий (Glaucidium perlatum)
- Сичик-горобець рудобокий (Glaucidium tephronotum)
- Сичик-горобець білогорлий (Glaucidium sjostedti)
- Сичик-горобець азійський (Glaucidium cuculoides)
- Сичик-горобець яванський (Glaucidium castanopterum)
- Сичик-горобець індійський (Glaucidium radiatum)
- Сичик-горобець цейлонський (Glaucidium castanotum)
- Сичик-горобець мозамбіцький (Glaucidium capense)
- Сичик-горобець рифтовий (Glaucidium albertinum)
- Сичик-горобець каліфорнійський (Glaucidium californicum)
- Сичик-горобець гірський (Glaucidium gnoma)
- Сичик-горобець блідий (Glaucidium hoskinsii)
- Сичик-горобець гватемальський (Glaucidium cobanense)
- Сичик-горобець коста-риканський (Glaucidium costaricanum)
- Сичик-горобець еквадорський (Glaucidium nubicola)
- Сичик-горобець андійський (Glaucidium jardinii)
- Сичик-горобець болівійський (Glaucidium bolivianum)
- Сичик-горобець світлоголовий (Glaucidium palmarum)
- Сичик-горобець мексиканський (Glaucidium sanchezi)
- Сичик-горобець буроголовий (Glaucidium griseiceps)
- Сичик-горобець бурий (Glaucidium parkeri)
- Сичик-горобець бразильський (Glaucidium hardyi)
- Сичик-горобець крихітний (Glaucidium minutissimum)
- Пернамбуко (Glaucidium mooreorum)[8]
- Сичик-горобець рудий (Glaucidium brasilianum)
- Сичик-горобець перуанський (Glaucidium peruanum)
- Сичик-горобець магеланський (Glaucidium nana)
- Сичик-горобець кубинський (Glaucidium siju)